# Marco Visconti (architetto)
Marco Visconti (Torino, 14 settembre 1957) è un architetto italiano.
È attivo sia in campo pubblico sia privato. Le sue opere sono pubblicate su riviste specializzate e tiene conferenze presso università ed istituzioni private. 
Tra i premi ottenuti, il Premio InArch Piemonte 2020, il Cento Progetti Italiani 2018, il Property Awards 2012-2013, l'Architecture Master Prize 2016 e il Best Sustainable Architectural Practice assegnato dalla rivista BUILD 2016, 2017 e 2019..

## Biografia
Marco Visconti si laurea in architettura presso l'Università degli studi di Genova, consegue un master in composizione architettonica presso la UCLA di Los Angeles e si laurea in ingegneria presso il Politecnico di Torino. A Genova è collaboratore di Renzo Piano dal 1984 al 1986. Dal 1987 al 2006 è direttore del gruppo architettura di Fiat Engineering. Fonda a Torino nel gennaio 2007 uno studio professionale di architettura che si occupa di sostenibilità. Questo gruppo costituisce un laboratorio creativo, dove architetti e ingegneri pongono alla base del loro lavoro le esigenze dell’uomo interpretate attraverso risparmio energetico e progettazione bioclimatica in chiave passiva.
Tra le realizzazioni: i padiglioni Meccanica, Verniciatura e il Ristorante per la Ferrari di Maranello; il training center Iveco di Torino; il complesso industriale Fiat di Melfi; il training center Hitachi a Lecce; la sala conferenze del museo dell'auto di Torino; l’edificio per servizi dell'autodromo del Mugello; i centri di calcolo per le Ferrovie a Mestre e Palermo; la Torre di Lodi per uffici Zucchetti.
Marco Visconti è autore di pubblicazioni e libri tematici e i suoi progetti sono documentati dalle riviste internazionali di architettura.
Caratteristica del suo lavoro è la ricerca della miglior relazione fra uomo, edificio e natura in una logica di rispetto, impiego e comprensione dell’ambiente circostante.

## Progetti principali

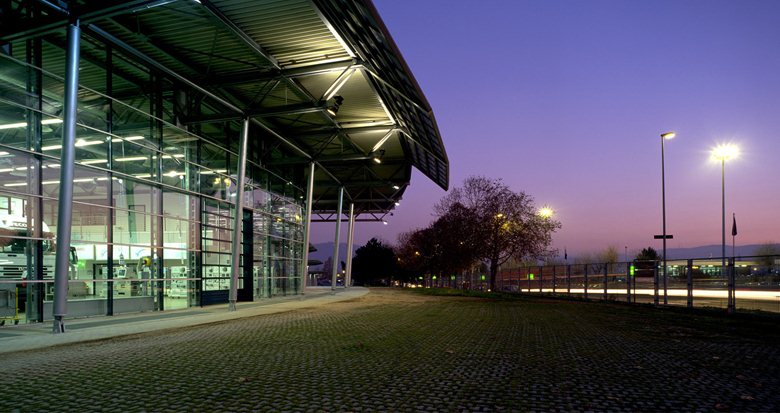
Training Center Iveco

### Centri di calcolo delle Ferrovie dello Stato, Mestre e Palermo – Italia, 1987-1989
Si tratta di una serie di edifici simili, con una composizione legata ai concetti di ripetitività e scomponibilità tipici del mondo ferroviario, realizzate nelle aree ferroviarie di Mestre e Palermo. Questi edifici hanno un orientamento nord-sud, delineate da due lunghe pareti e file di pannelli inclinati in alluminio prefabbricato per schermare la luce solare.

### Stabilimento SATA Fiat, Melfi – Italia, 1991-1993

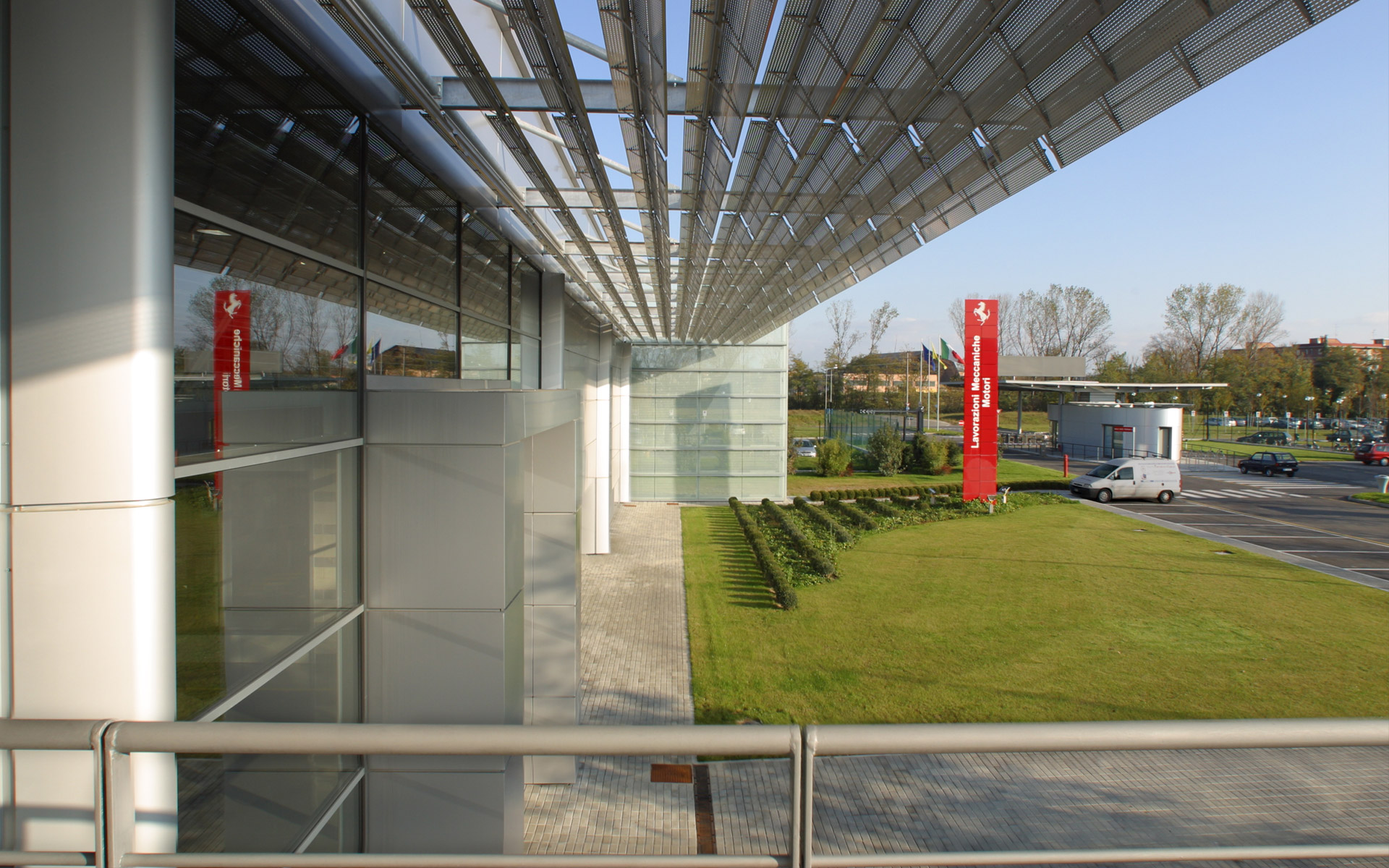
Padiglione meccanica Ferrari

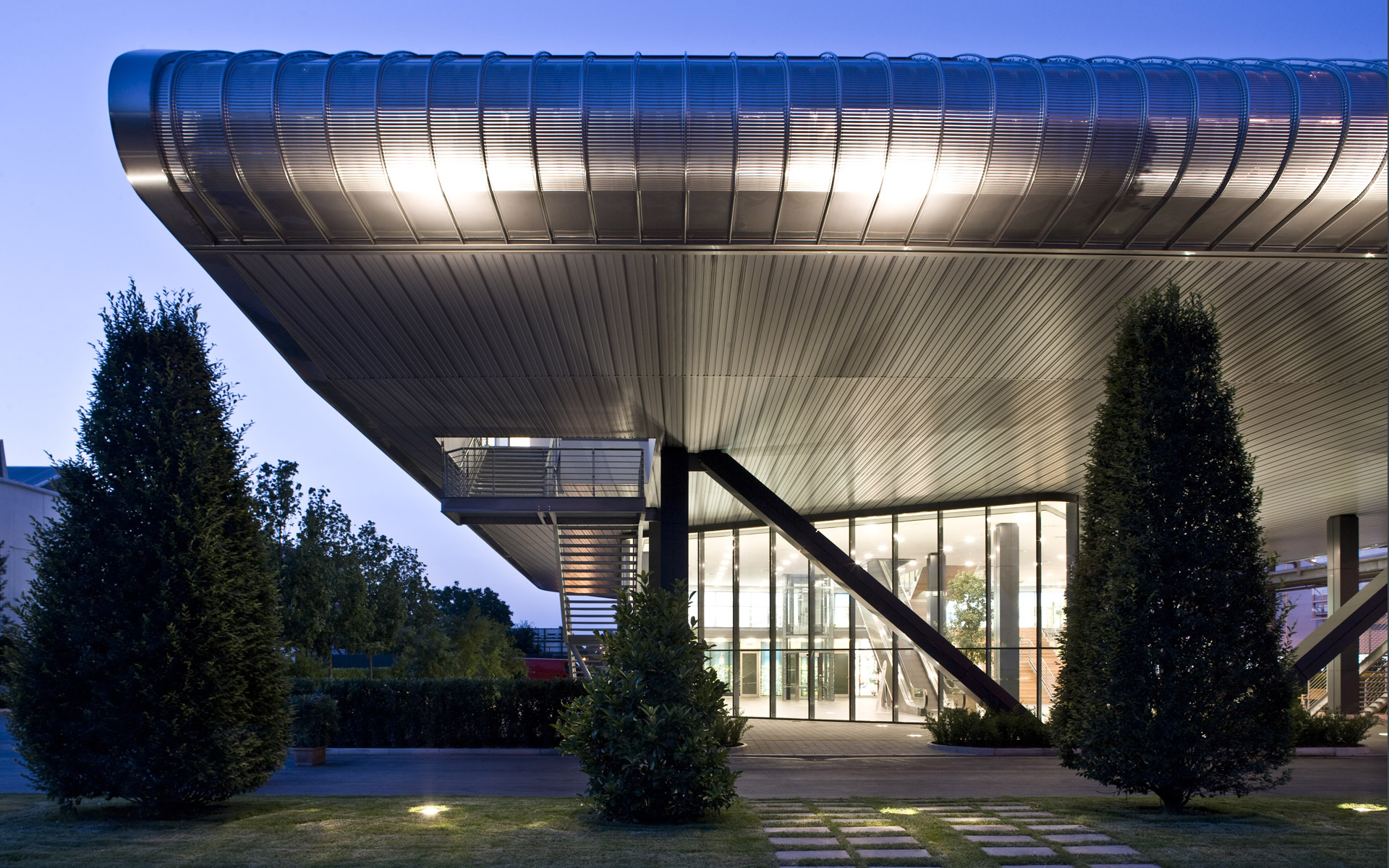
Ristorante Ferrari

Lo stabilimento Fiat di Melfi (noto anche come SATA, acronimo di Società Automobilistica Tecnologie Avanzate) è un complesso industriale del Gruppo Fiat ubicato nel comune di Melfi (PZ), in Basilicata. In questo grande complesso industriale si trovano oltre ai padiglioni produttivi, gli uffici principali, sale conferenze, aree di ristorazione e di servizio. La composizione dell'insieme prende spunto dall'ambiente circostante caratterizzato dalle linee delle colline e ripropone edifici bassi in sintonia con la natura. 

### Padiglione Meccanica Ferrari, Maranello – Italia, 2000-2002

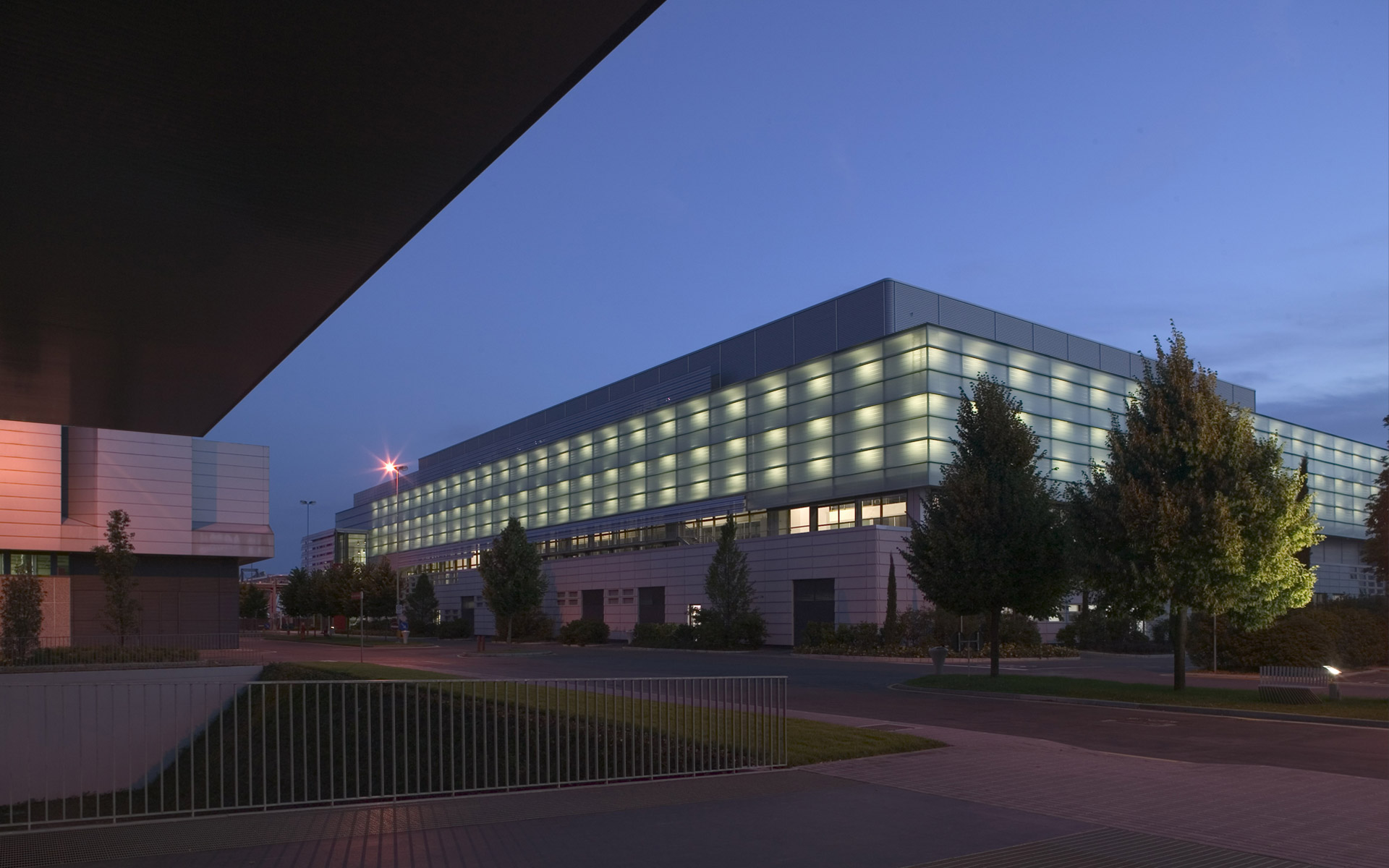
Padiglione verniciatura Ferrari

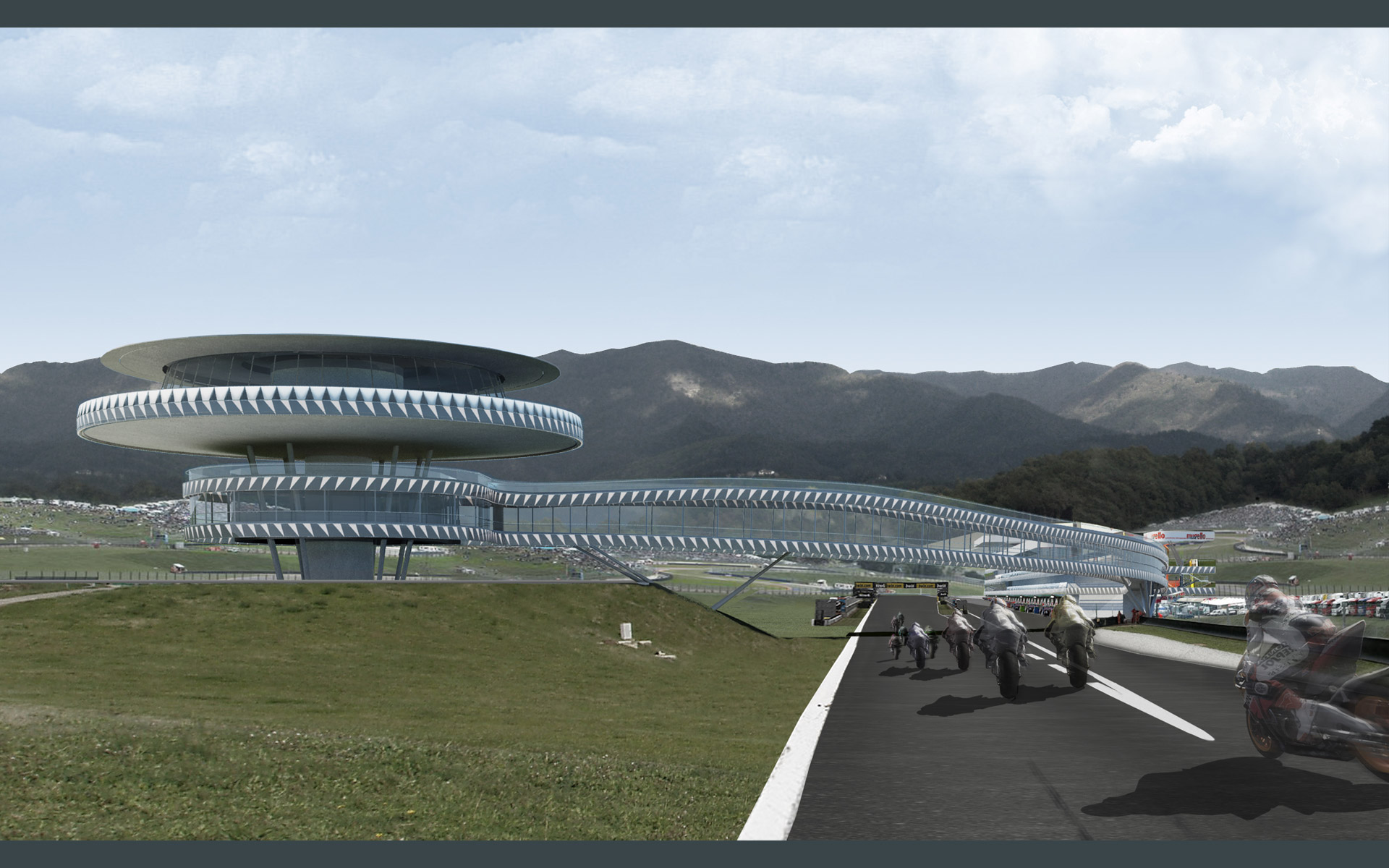
Circuito del Mugello

È un edificio per le lavorazioni meccaniche situato a Maranello, nella cittadella Ferrari (famoso complesso di oltre 550.000 m2, sede di Ferrari S.pA. a cui hanno lavorato vari architetti di rilievo quali Marco Visconti, Renzo Piano, Massimiliano Fuksas e Jean Nouvel).
Il progetto del padiglione meccanica tramite un attento studio di composizione, pone la massima attenzione al comfort ambientale, ai valori di luminosità e al contatto visivo con la natura.

### Padiglione Verniciatura Ferrari, Maranello – Italia, 2002-2004
Con una superficie di 20.000m2  e un’altezza di 22m, il padiglione di verniciatura di Ferrari e Maserati è la più avanzata d’Europa oltre ad essere tra le più sofisticate al mondo. Si presenta come una grande scatola articolata in tre corpi tra loro sfalsati, a cui corrispondono differenti zone operative. Il rivestimento, in parte in alluminio e in parte in doghe di vetro opalino, crea un involucro opaco e scintillante interrotto da inserti trasparenti che consentono, dall'esterno, la vista delle fasi di lavorazione, inoltre questa "epidermide" high-tech serve anche come filtro regolatore rispetto alle condizioni climatiche esterne, e contribuisce al rendiconto energetico della costruzione.

### Centro servizi per i dipendenti e ristorante Ferrari, Maranello – Italia, 2005-2008
Il progetto è nato dall’esigenza di Ferrari di creare un’opera formalmente distinta dall’ambiente industriale, un luogo dove l’architettura favorisca lo svago dei dipendenti durante il pranzo. 
L’edificio articolato su tre livelli è composto dalla sovrapposizione di due elementi: una grande sezione di pala di elicottero appoggiata ad un'ala posta a terra[7], la cui progettazione è strettamente influenzata dai principali concetti di architettura passiva, seguendo la direzione dei venti dominanti e il percorso del sole durante la giornata. Il padiglione pensile del ristorante posto sull’ultimo livello, si allontana dal rigore geometrico degli edifici circostanti e si caratterizza per la sua riconoscibilità. 

### Torre Zucchetti, Lodi – Italia, 2013-2017
L’intervento prevede la rifunzionalizzazione degli spazi per un nuovo impiego ad uffici. Il progetto si compone di un grande involucro trasparente a forma minerale, rivestito da una trama metallica esterna disegnata secondo le esigenze protettive dettate dalle diverse esposizioni solari. La sostenibilità dell’idea progettuale è guidata da strategie combinate di risparmio energetico e di attenzione al benessere dei fruitori. In particolare vengono adottate soluzioni passive di elevato isolamento termico, ventilazione naturale attivata tramite camino solare, impiego di energie rinnovabili, protezione solare, diffusione del verde all’interno e all’esterno dell’edificio.

### Articoli
- Marco Visconti: Le facciate di Jean Provuè, e Itinerario Jean Prouvè a Parigi, Domus 706, Giugno 1989
- Marco Visconti: J.Entenza e il suo CSH Program, Domus 711, Dicembre 1989
- Marco Visconti: J. Prouvé, una mostra in Francia, Domus 716, Maggio 1990
- Marco Visconti: J. Prouvé: meubles, Domus 717, Giugno 1990
- Marco Visconti: Charles and Ray Eames: a book on their work, Domus 720, Ottobre 1990
- Marco Visconti: J. Prouvé Constructeur: a book on his work, Domus 731, Ottobre 1991
- Marco Visconti: Peter Rcie Hug Dotton: a book on their work, Domus 740, Luglio- Agosto 1992
- Marco Visconti: R.M. Schindler Kings Road House, 1921-22, e Itinerario R.M. Schindler in Los Angeles, Domus 746, Febbraio 1993
- Marco Visconti: Itinerario P.L. Nervi a Roma, Domus 766, Dicembre 1994
- Marco Visconti: P.Rice “An Engineer Imagines”, Domus 776, Novembre 1995
- Marco Visconti: P.Rogers Partnership: Works and Projects, Domus 784, Luglio-Agosto 1996.
- Marco Visconti: Lavorare per l'industria, Marco Visconti, Il giornale dell'architettura, settembre 2007
- Marco Visconti: “Opinione “, Marco Visconti, Costruire 297, febbraio 2008